# Espai polonès
En la disciplina matemàtica de la topologia general, un espai polonès és un espai topològic separable i completament metritzable; és a dir, un espai homeomòrfic a un espai mètric complet que té un subconjunt dens numerable. Els espais polonesos reben aquest nom ja que van ser estudiats en profunditat per primer cop per topologistes i logicistes polonesos: Sierpiński, Kuratowski, Tarski i altres. Tanmateix, els espais polonesos són principalment estudiats avui en dia perquè formen la matèria primera de la teoria descriptiva de conjunts, inclòs l'estudi de les relacions d'equivalència de Borel. Els espais polonesos són també útils per a la teoria de la mesura avançada, en particular dins de la teoria de la probabilitat.
Exemples habituals d'espais polonesos són la recta dels reals, qualsevol espai de Banach separable, l'espai de Cantor, i l'espai de Baire. A més, alguns espais que no són espais mètric complets en la mètrica habitual poden ser polonesos; per exemple l'interval obert {\displaystyle (0,1)} és polonès.
Entre dos espais polonesos no numerables, hi ha un isomorfisme de Borel; és a dir, una bijecció que preserva l'estructura de Borel. En particular, tot espai polonès no numerable té la cardinalitat del continu.
Els espais de Luzin, els espais de Suslin i els espais de Radon són generalitzacions dels espais polonesos.

## Propietats
1. Tot espai polonès és segon numerable (pel fet de ser separable i metritzable).[1]
2. Un subespai Q d'un espai polonès P és polonès (sota la topologia induïda) si i només si Q és la intersecció d'una seqüèsncia de subconjunts oberts de P (és a dir, Q és un conjunt Gδ).[2]
3. (Teorema de Cantor–Bendixson ) Si X és polonès llavors tot subconjunt tancat de X pot ser escrit com la unió disjunta d'un conjunt perfecte i un conjunt numerable. A més, si l'espai polonès X és numerable, pot ser escrit com la unió disjunta d'un conjunt perfecte i un conjunt numerable obert.
4. Tot espai polonès és homeomòrfic a un subconjunt Gδ del cub de Hilbert (és a dir, de {\displaystyle I^{N}}, on I és l'interval unitat i N és el conjunt de nombres naturals).[3]

Els següents espais són polonesos:
- els subconjunts tancats d'un espai polonès,
- els subconjunts oberts d'un espai polonès,
- els productes i unions disjuntes de famílies numerables d'espais polonesos,
- els espais localment compactes que són metritzables i numerables a l'infinit,
- les interseccions numerables de subespais polonesos d'un espai topològic de Hausdorff,
- el conjunt de nombres irracionals amb la topologia induïda per la topologia estàndard de la recta dels reals.

## Caracterització
Hi ha diverses caracteritzacions que indiquen quan un espai topològic segon-numerable és metritzable, com ara el teorema de metrització d'Urysohn. El problema de determinar si un espai metritzable és completament metritzable és més difícil. Als espais topològics com l'interval unitat obert (0,1) se'ls pot donar mètriques completes i incompletes generant la seva topologia.
Hi ha una caracterització d'espai mètrics separables complets en termes d'un joc conegut com el joc de Choquet fort. Un espai mètric separable és completament metritzable si i només si el segon jugador té una estratègia de victòria en aquest joc.
Una segona caracterització prové del teorema d'Alexandrov. Afirma que un espai mètric separable és completament metritzable si i només si és un subconjunt {\displaystyle G_{\delta }} de la seva completació en la mètrica original.

## Espais mètrics polonesos
Tot i que els espais polonesos són metritzables, no es troben en, ni són per si mateixos, espais mètrics; tot espai polonès admet moltes mètriques completes que donen lloc a la mateixa topologia, però d'entre totes elles no n'hi ha una distintiva. Un espai polonès amb una mètrica completa en particular rep el nom d'espai mètric polonès. Un plantejament alternatiu, equivalent al que s'ha donat aquí, és definir primer l'espai mètric polonès com a espai mètric separable i complet, i llavors definir l'espai polonès com l'espai topològic obtingut a partir de l'espai mètric polonès oblidant-ne la mètrica.

## Generalitzacions

### Espais de Luzin
Un espai topològic de Hausforff és un espai de Luzin (pel matemàtic Nikolai Luzin) si alguna topologia més forta el fa ser un espai polonès.
Hi ha moltes maneres de formar espais de Luzin. En particular:
- Tot espai polonès és un espai de Luzin[4]
- Un subespai d'un espai de Luzin és un espai de Luzin si i només si és conjunt de Borel.[5]
- Qualsevol unió o intersecció numerable de subespais de Luzin d'un espai de Hausdorff és un espai de Luzin.[6]
- El producte d'un nombre numerable d'espais de Luzin és un espai de Luzin.[7]
- La unió disjunta d'un nombre numerable d'espais de Luzin és un espai de Luzin.[8]

### Espais de Suslin
Un espai topològic de Hausdorff és un espai de Suslin (del matemàtic Mijail Suslin) si és la imatge d'un espai polonès sota una funció contínua. Per tant, tot espai de Luzin és un espai de Suslin.
Un subconjunt d'un espai polonès és un espai de Suslin si i només si és un conjunt de Suslin (una imatge d'una operació de Suslin).
Els següents són exemple d'espais de Suslin:
- subconjunts tancats o oberts d'espais de Suslin,
- productes numerables i unions disjuntes d'espais de Suslin,
- interseccions numerables o unions numerables de subespais de Suslin d'un espai topològic de Hausdorff,
- imatges contínues d'espais de Suslin,
- subconjunts de Borel d'un espai de Suslin.

Els espais de Suslin tenen la següent propietat
- Tot espai de Suslin és separable.

### Espais de Radon
Un espai de Radon, que du el nom de Johann Radon, és un espai topològic en què tota mesura de probabilitat de Borel en M és interiorment regular. Com que una mesura de probabilitat és globalment finita i, per tant, és localment finita, tota mesura de probabilitat en un espai de Radon és també una mesura de Radon. En particular un espai mètric complet separable (M, d) és un espai de Radon.
Tot espai de Suslin és un espai de Radon.

## Grups polonesos
Un grup polonès és un grup topològic G que és també un espai polonès, en altres paraules és homeomòrfic a un espai mètric complet i separable. Hi ha diversos resultats clàssics de Banach, Freudenthal i Kuratowski en homomorfismes entre grups polonesos. En primer lloc, l'argument de Banach aplica mutatis mutandis a grups polonesos no abelians: si G i H són espais mètrics separables amb G polonès, llavors tot homomorfisme de Borel de G a H és continu. En segon lloc, hi ha una vaersió del teorema de la funció oberta o del teorema de la gràfica tancada atribuït a Kuratowski: un homomorfisme injectiu continu d'un subgrup polonès G en un altre grup polonès H és una aplicació oberta. Com a conseqüència, un fet destacable sobre els grups polonesos és que les aplicacions mesurables segons Baire (és a dir, tals que la preimatge de tot conjunt obert compleix la propietat de Baire) que són homomorfismes entre ells són automàticament contínues. El grup d'homomorfismes del cub de Hilbert [0,1]N és un grup polonès universal, en el sentit que tot grup polonès és isomòrfic a un subgrup tancat del cub de Hilbert.
Exemples:
- Tots els grups de Lie de dimensió finita amb un nombre numerable de components són grups polonesos.
- El grup unitari d'un espai de Hilbert és un grup polonès.
- El grup d'homomorfismes d'un espai mètric compacte és un grup polonès.
- El producte d'un nombre numerable de grups polonesos és un grup polonès.
- El grup d'isometries d'un espai mètric separable és un grup polonès.